# Черупка
Черупка е външната твърда обвивка на яйце, някои плодове и на някои животни. 

## При животните
Едно от основните вещества, които изграждат черупките на яйцето и животните е калциевият карбонат. Много характерна черупка има костенурката.

## При растенията
От плодовете кокосовият орех има много твърда и дебела черупка. Черупките на плодовете (основно - на ядките) по принцип са нежеланата част и се изхвърлят.

## Идиоми
- Свивам се в черупката си – спотайвам се, затварям се в себе си, ставам необщителен.
- Излизам от черупката си – появявам се, излизам наяве